# Оттоновское искусство
Искусство Оттоновского возрождения, Оттоновское искусство (англ. Ottonian art) — название стиля дороманского искусства Германии и, в отдельных случаях, Нидерландов. Термин введён в XIX веке историком искусства Х. Яничеком по названию династии, правившей в Германии и Северной Италии с 919 по 1024 год, три представителя которой носили имя «Оттон» — Оттон I, Оттон II, Оттон III. Наряду с оттоновской архитектурой является ключевым элементом Оттоновского возрождения. Данный стиль искусства не совпадает в точности с хронологическими рамками правления Саксонской династии, захватывая также период Салической династии, чьё искусство не имеет специального названия. В традиционной периодизации истории искусства, Оттоновское искусство следует за Каролингским искусством и предшествует романскому, хотя чёткой границы между ними нет. Как и эти указанные стили, Оттоновское искусство было преимущественно локализовано в нескольких небольших городах и важных монастырях, при дворе императора и его главных вассалов.
После упадка династии Каролингов Священная Римская империя была восстановлена при Саксонской династии Оттонов. Это способствовало упрочению идей Империи и реформированной христианской церкви, создав предпосылки для культурного и художественного развития. Именно в этой атмосфере были созданы шедевры, породившие традиции, от которых черпали вдохновение деятели искусств оттонского периода: творения позднего античности, каролингского и византийского происхождения. Выжившее оттоновское искусство является в высокой степени религиозным, артефакты того периода представлены иллюминированными рукописями и металлическими изделиями, которые изготавливались в небольшом количестве для узкого круга приближённых императорского двора, а также церковных иерархов. В то же время были и артефакты, предназначенные для широкой публики, особенно для паломников.
Стиль оттоновского искусства, как правило, величественный и тяжелый, иногда избыточный, и изначально менее изощренный, чем искусство Каролингов, с меньшим прямым влиянием Византии и канонов её искусства, но около 1000 г. н. э. во многих работах появляется удивительная выразительность, где «торжественная монументальность сочетается с яркой внутренностью, потусторонним, призрачным качеством с острым вниманием к действительности, поверхностными узорами плавных линий и насыщенными яркими цветами со страстной эмоциональностью».

## Исторический контекст
Продолжая традиции поздних Каролингов, в оттонском искусстве были широко распространены «презентационные миниатюры» правителей , и многие произведения искусства этого периода отражают стремление династии Оттонов визуально установить связь с христианскими правителями поздней Античности, как Константин Великий, Теодорих и Юстиниан, а также своими предшественниками из Каролингов, в частности, с Карлом Великим. Эта цель достигалась различными способами. Например, многие портреты представителей династии Оттонов, как правило, включают такие элементы, как персонифицированные изображения провинций или окружающих императора военных и церковных иерархов. Наряду с повторным использованием мотивов из более раннего имперского искусства, инструментом демонстрации имперской преемственности были удаление сполий из позднеантичных зданий в Риме и Равенне и их включение в здания Оттона. По-видимому, эту же цель преследовал Оттон I, когда убрал колонны, часть порфира и другие строительные материалы из дворца Теодориха в Равенне и повторно использовал их в своём новом соборе в Магдебурге. Для портретов правителей того времени характерны схожие изображения индивидуальных черт; например, после смерти Оттона III некоторые его изображения были названы портретами Генриха II без изменения черт лица.
В продолжение и усиление тенденций Каролингского возрождения на многих презентационных миниатюрах изображены церковные деятели, в том числе епископы, аббаты и аббатства, а также император, приносящие дары церкви. В некоторых случаях последовательность миниатюр представляет собой своего рода эстафету: так, в Таинстве Хорнбаха писец представляет книгу своему настоятелю, который, в свою очередь, представляет её святому Пирмину, основателю аббатства Хорнбах; святой Пирмин представляет книгу святому Петру, который представляет её Христу. Эта серия миниатюр занимает восемь страниц, подчеркивая единство и важность «командной структуры», связывающей церковь и государство на земле и на небесах.
Византийское искусство также оказало влияние на Оттоновское, особенно после брака греческой принцессы Феофано и Оттона II Рыжего;заимствованные из византийского стиля элементы, особенно эмали и слоновая кость, часто включаются в металлические изделия оттоновского периода, например, в обложки книг. Однако, если в тот период в Германии работали византийские художники, они оставили следов меньше, чем их предшественники во времена Каролингов. Известно, что рукописи того периода были написаны и освящены монахами со специальными навыками, некоторые имена этих монахов сохранились, но нет никаких доказательств того, что художники, работавшие с металлом, эмалью и слоновой костью, были мирянами, хотя известны несколько монахов-ювелиров эпохи раннего средневековья, имевших помощников-мирян. В то время как светские украшения обеспечивали постоянный поток работы для ювелиров, резьба по слоновой кости в этот период в основном осуществлялась для церковных нужд и, по всей видимости, была сосредоточена в монастырях, хотя настенные росписи (см. ниже), как правило, выполнялись мирянами.
- Оттон II, портрет работы Григория Мастера
- Апофеоз Оттона III, Евангелие Лютара
- Генрих II, коронуемый Христом, из Таинства Генриха II[англ.]
- Оттон III или Генрих II, коронуемый святыми, Бамбергский Апокалипсис

## Манускрипты
В монастырях оттоновской эпохи было изготовлено большое количество иллюминированных рукописей, которые были основной формой изобразительного искусства того времени. Монастыри получали прямую финансовую помощь от императоров и епископов и имели возможность приобретать материалы и инструменты, необходимые для изготовления таких манускриптов, а также нанимать талантливых художников. Тематика иллюминированных рукописей, в отличие от времён Каролингского возрождения, была ограничена богослужебными книгами, с очень небольшим количеством светских сюжетов.
В отличие от других периодов, манускрипты оттоновской эпохи часто можно уверенно атрибутировать по их заказчикам или получателям, но не по месту изготовления. Некоторые манускрипты включают в себя относительно обширные циклы повествований в картинах, как, например, шестнадцать страниц Кодекса Эхтернаха, где изображены сцены из жизни Христа и его притч. Многие иллюминированные рукописи были оформлены в роскошных переплётах (англ. Treasure binding) и их страницы, вероятно, видели очень немногие; когда эти рукописи в переплётах несли в церковных процессиях, вероятно, они были закрыты, чтобы видна была лишь обложка.
Первые сохранившиеся рукописи оттоновской эпохи датируются примерно 960-ми годами, когда были изготовлены (вероятно, в Лорше) книги, известные как «группа Эбурнанта», как несколько миниатюр в Кодексе Геро (ныне находится в Дармштадте), самом раннем и крупнейшем из группы евангелий, копирующих знаменитый Золотой кодекс из Лорша, датируемый 770—820 годами. Стилистически они представляют так называемую «школу Райхенау». Две другие рукописи этой группы — богослужебные книги, названные в честь Хорнбаха и Петерсхаузена. В группе из четырёх презентационных миниатюр, описанной выше, «мы можем почти проследить … движение от экспансивной идиомы Каролингов к более четко определённой оттоновой».
Несмотря на отсутствие аргументов, ряд важных рукописей, изготовленных в этот период, обычно приписывают скрипторию монастыря на острове Райхенау на Боденском озере. Британский историк Чарльз Додвелл, вопреки устоявшемуся мнению, высказывал точку зрения, что эти рукописи были изготовлены в Лорше и Трире. «Школа Райхенау», где бы она ни находилась, специализировалась на изготовлении апракосов и других богослужебных книг, таких как мюнхенские Евангелие Оттона III (ок. 1000 г.) и Перикопа Генриха II (Мюнхен, Bayerische Nationalbibl. Clm. 4452, ок. 1001—1024). Благодаря своим исключительным качествам рукописи школы Райхенау в 2003 году были внесены в Международный реестр ЮНЕСКО «Память мира».
Наиболее важные рукописи «школы Райхенау» можно разделить на три группы, названные в честь писцов, чьи имена записаны в их книгах. За «группой Эбурнанта», описанной выше, последовала «группа Рудпрехта», названная в честь писца Молитвенника Гертруды, известного также как «Кодекс Эгберта»; Додвелл относит эту группу к Триру. Оттоново Евангелие, также известное как Евангелие Лютара, дало название третьей группе рукописей, большинство из которых относятся к XI веку, стиль рукописей этой группы сильно отличается от двух предыдущих; хотя большинство учёных также относят эту группу к школе Райхенау, Додвелл относит её к Триру.
Выдающимся миниатюристом «группы Рудпрехт» был так называемый Registrum Gregorii, или Грегорий Мастер, чьи миниатюры отличаются «тонкой чувствительностью к тонам и гармонией, тонким чувством композиционных ритмов, отношениям фигур в пространстве и, прежде всего, особым прикосновением сдержанности и уравновешенности». Грегорий Мастер работал главным образом в Трире в 970—980-х годах и изготовил несколько миниатюр для Кодекса Эгберта, созданном для архиепископа Эгберта, вероятно, в 980-х годах. При этом большинство из 51 изображения в Кодексе Эгберта, которые представляют собой первый обширный цикл изображений событий жизни Христа в западноевропейских рукописях, было сделано двумя монахами из Райхенау, которые названы и изображены в одной из миниатюр.
Стиль «группы Лютара» значительно отличается от классических традиций. По оценке Беквита, этот стиль «довел трансцендентализм до крайности», с «заметной схематизацией форм и цветов», «сплющенной формы, концептуализированных драпировок и экспансивного жеста». Фон на иллюстрациях этой группы часто состоит из цветных полос с символическим, а не природным обоснованием, размер фигур отражает их важность, и «акцент делается не столько на движении, сколько на жесте и взгляде», а повествовательные сцены "представлены как квазилитургический акт «Божественные диалоги». Это жестовое «немое шоу [вскоре] было принято считать языком визуализации во всей средневековой Европе».
Рукописи «группы Лютара» были изготовлены, вероятно, с 990-х по 1015-й годы или позже. Основные рукописи включают в себя Евангелие Оттона III, Бамбергский Апокалипсис, том комментариев к Библии, а также перикопу Генриха II, где «стиль фигуры стал более монументальным, более редким и возвышенным, в то же время тонким по плотности, несущественным, просто цветными силуэтами на фоне мерцающей пустоты». Эта группа представляет золотой фонд западного искусства изготовления манускриптов.
Две миниатюры, добавленные в Эгмондовское Евангелие (Нидерланды) около 975 года, представляют собой менее совершенную нидерландскую версию оттоновского стиля. В Регенсбурге аббатство Святого Эммерама владело главным каролингским кодексом Эммерама, который, вероятно, повлиял на стиль с «резкой линией и очень формальной организацией страницы», приведённый в кодексе Ута (ок. 1020 года). Для этого стиля характерны сложные схемы, где «золотые полосы обводят жирным шрифтом, квадратные круги, эллипсы и ромбы, которые заключают в себя фигуры», а надписи объясняют сложную богословскую символику. Этот стиль оказал большое влияние на романское искусство в некоторых направлениях.
Аббатство Эхтернах приобрело значительное влияние при аббате Гумберте (занимал кафедру с 1028 по 1051 годы), и там были изготовлены страницы (не не обложка) Кодекса Эхтернаха, за которым последовали Золотые Евангелия Генриха III в 1045-46 годах, которые Генрих III подарил Шпайерскому собору (ныне находятся в Эскориале) — главная работа этой школы. Генрих III также направил Упсальское Евангелие для собора Упсалы (в настоящее время хранится в университетской библиотеке). Другие важные скриптории, которые процветали в Оттоновскую эпоху, находились в Зальцбурге, Хильдесхайме, Корвее, Фульде и Кёльне, где был создан Кодекс Хитды.

### Галерея сцен «Христос, успокаивающий шторм»
Эта сцена часто включалась в оттоновские циклы, изображавшие жизнь Христа. Некоторые изображения показывают Иисуса (со скрещённым ореолом) дважды, один раз спящим и один раз — успокаивающим шторм.
- Кодекс Эгберта, между 977 и 993 гг.
- Настенная роспись в Оберцелле, ок. 1000 г.
- Мюнхен, Евангелие Оттона III;внизу - изгнание демонов  в Джараше
- Кодекс Хитды, Кёльн, после 1000 г.

## Металлические изделия и эмали
Для оттоновского периода характерно изготовление многочисленных предметов церковной утвари из золота (или с позолотой) с украшениями из драгоценных камней, кристаллов, камей, а также рисунков, выполненных эмалями, будь то кресты, реликварии, алтарные фронталы или обложки для богослужебных книг. Церковная утварь такого рода изготавливалась давно, но утварь оттоновского периода имеет свои отличительные черты, в частности, украшение поверхностей в виде драгоценных камней на специальных золотых подставках в обрамлении золотой проволоки, а также рельефами в металлопластике, отделанными золотом между эмалевыми изображениями и отделкой из драгоценных камней. В этот период церковные атрибуты приобретали всё большее значение, в том числе политическое, поэтому для их хранения были изготовлены богато украшенные вместилища. В церковной утвари такого рода драгоценные камни не только создают впечатление богатства, но и служат тому, чтобы создать впечатление о грядущем Новом Иерусалиме, а отдельным видам драгоценных камней в популярных книгах того времени приписывается множество магических и медицинских свойств. Немногие сохранившиеся образцы светских украшений оттоновского периода имеют схожие черты, например, корона, которую Оттон III носил в детстве, а затем подарил золотой мадонне Эссена.
Примеры крестов-гемм включают, например, коллекцию гемм из сокровищницы Эссенского собора; несколько аббатис Эссенского аббатства были принцессами из династии Оттонов. Эта коллекция включает, в частности, Крест Оттона и Матильды, Крест Матильды и Крест Эссена с большими эмалями, которые, вероятно, были переданы в сокровищницу Матильдой, аббатисой Эссена (умерла в 1011), а также четвёртый крест, Крест Феофано, переданный в сокровищницу примерно на пятьдесят лет позже. Крест Лютара (Аахен) и Имперский крест (Вена) принадлежали императорам. В Вене также хранится императорская корона Священной Римской империи. Обложка кодекса Эхтернаха (Германский национальный музей, Нюрнберг) выполнена в очень схожем стиле. Другие кресты-геммы включают реликварий святого Андрея, увенчанный ногой, в Трире, а также золотые алтарные фронталы для капеллы Карла Великого в Аахене и Базельского собора (в настоящее время находятся в Париже). В капелле Карла Великого также находится амвон Генриха II. Заметными предшественниками оттоновского стиля являются изготовленные во времена поздних Каролингов и, вероятно, в той же мастерской верхняя обложка Евангелия Линдау (библиотека Моргана, Нью-Йорк) и арнульфский киворий (Мюнхен).
Наряду с предметами из золота, в оттоновский период было изготовлено большое количество серебряных и бронзовых артефактов, включая огромные канделябры в Эссенском соборе и большую коллекцию изделий для Хильдесхаймского собора в период епископа Бернварда (умер в 1022 году), который сам был художником, хотя биограф епископа упоминает в летописи, что святой отец не достиг «вершин совершенства». Самым известным металлическим изделием этого периода являются церковные двери — двери Бернварда с бронзовым рельефом с изображениями библейских персонажей, жесты и мимика которых весьма выразительны и напоминают миниатюры школы Райхенау того же периода. Существует также бронзовая колонна Бернварда, известная также как «колонна Христа», высотой более 12 футов (3,6 метра), отлитая в виде полого монолита. Эта колонна обвита металлической полосой с изображениями 24 сцен из жизни Христа, подобно колонне Траяна и аналогичных ей.
По-видимому, около 980 года архиепископ Трира Эгберт организовал крупный цех по производству эмали в технике клуазонне, который, очевидно, выполнял заказы для других церковных учреждений, а после смерти Эгберта в 993 году, вероятно, переехал в Эссен. Этот цех в изготовлении эмалей придерживался византийских техник, практиковавшихся много десятилетий назад, используя технику senkschmelz («утонувшая эмаль») в дополнение к уже используемой технологии vollschmelz. При изготовлении небольших табличек с декоративными рисунками на деревянной основе мастера цеха продолжали использовать технику vollschmelz, покрывая эмалью всю поверхность дощечки, в то время как фигуры обычно выполнялись в технике senkschmelz и окружались гладкой золотой поверхностью, в которой утапливался контур фигуры. Крест Эссена с большими эмалями был изготовлен с применением обеих этих техник.

### Галерея бронзовых изделий
- Канделябр аббатисы Матильды, Эссенский собор, ок. 1000 г.
- «Изгнание Адама и Евы», фрагмент изображения на дверях Бернварда[англ.] в Хильдесхаймском соборе
- Двери Бернварда в Хильдесхаймском соборе, ок. 1015 г.
- Бронзовая колонна Бернварда в Хильдесхайме

## Изделия из слоновой кости
В оттоновский период было изготовлено большое количество изделий из слоновой кости, при этом одним из главных центров их производства был Милан, наряду с Триром и другими немецкими и французскими городами. Среди этих изделий есть много продолговатых панно с рельефами, которые использовались как обложки для книг или в качестве украшений распятий. Стиль, в котором изготовлены артефакты из слоновой кости, значительно отличается от стиля эпохи поздних Каролингов.
Известна группа из четырёх ситул из слоновой кости особого вида, который практически не обнаруживается после оттоновского периода. Ситулы — это литургические сосуды, используемые для хранения святой воды, с прямыми сторонами и с ручкой, которые ранее обычно изготавливались из дерева или бронзы. В ситулу погружали кропило, чтобы собрать святую воду и окропить ей людей или какие-либо предметы. Четыре ситулы X века были изготовлены из целого фрагмента бивня слона каждая, с расширением кверху. Все они богато украшены сценами и рисунками в несколько ярусов: так, Базилевская ситула 920 года (находится в Музее Виктории и Альберта, Лондон) была украшена сценами из жизни Христа на двух уровнях, «Ситула Готофредо» (ок. 980 года, находится в Миланском соборе), ещё одна — в сокровищнице Ахенского собора, и последняя — в Метрополитен-музее в Нью-Йорке. Все эти ситулы использовались императорским двором: согласно сохранившимся документам, миланский архиепископ Готфрид представил миланскую ситулу в ожидании визита императора, то же упоминается и в связи с лондонской ситулой, которая, вероятно, была изготовлена в той же мастерской. Самая роскошная ситула — из Ахена, украшенная драгоценными камнями и изображением восседающего на троне императора в окружении римского папы и архиепископов. Эта ситула, вероятно, была сделана в Трире около 1000 года.
Среди сохранившихся других изделий из слоновой кости оттоновского периода известен фрагмент кодекса Эхтернаха и два диптиха, ныне находящиеся в Берлине (на иллюстрациях ниже), которые были, возможно, изготовлены в Трире с «удивительным восприятием человеческой формы … [и] способностью обращаться с материалом».
Хорошо известна также группа плакеток, в настоящее время разделённая между нескольким коллекциями, которая, вероятно, была заказана (возможно, самим Оттоном I) для Магдебургского собора и фигурирует в истории искусств под названием «Магдебургские панели из слоновой кости». Вероятно, они были изготовлены в Милане примерно в 970 году для украшения какой-то большой поверхности, которая могла быть дверью, антепендиумом, фронталом алтаря, обложкой огромной книги, кафедрой или чем-то ещё. Каждая почти квадратная плакетка размером примерно 13x12 см, с рельефным изображением сцены из жизни Христа внутри простой плоской рамки. Одна из этих плакеток, хранящаяся в Метрополитен-музее в Нью-Йорке содержит сцену «посвящения», на которой коронованный монарх преподносит Христу модель храма (их обычно ассоциируют с Оттоном I и Магдебургским собором соответственно). Всего уцелело семнадцать плакеток из этого набора, что составляет, вероятно, менее половины их первоначального количества. Плакетки имеют фоновые участки, полностью прорезанные через слоновую кость, которые предположительно изначально были покрыты золотом. Помимо мест, оставленных рядом с изображениями зданий, эти открытые участки включают в себя рисунки шахматной доске или листвы. Стиль фигурок описан Питером Ласко как «очень тяжелый, жесткий и массивный … с предельно четкой и ровной обработкой драпировки … в простых, но мощных композициях».
- Базилевская ситула
- Диптих «Моисей, получающий закон» и «Сомневающийся Фома»
- Фрагмент обложки кодекса Эхтернаха, вероятно, из той же мастерской, что и диптих.
- Распятие, вероятно, с обложки, около 1000 г.

## Настенные росписи
До наших дней дошло очень небольшое количество настенных росписей оттоновской эпохи, хотя документальные источники свидетельствуют, что многие церкви в этот период были украшены обширными циклами настенных росписей. Сохранившиеся фрагменты крайне немногочисленны, чаще всего фрагментарны и находятся в плохом состоянии. Как правило, сложно установить дату создания той или иной росписи; ещё более усложняет ситуацию то обстоятельство, что некоторые настенные росписи подвергались реставрации. Большинство сохранившихся настенных росписей находятся на юге Германии — вокруг Фульды в Гессене, отдельные экземпляры росписей оттоновского периода встречаются и в северной Италии. Имеются сведения о том, что епископ Гебхард Констанцский нанимал художников-мирян для написания не сохранившегося до наших дней цикла в основанном в 983 году аббатстве Петерсхаузен, и, вероятно, миряне были главными исполнителями настенной живописи в аббатстве, хотя и работали под присмотром клириков. Художники-миряне тех времён были достаточно мобильны: «во времена росписей Оберцелла итальянский художник мог работать в Германии, а немецкий — в Англии».
Лучше всех сохранились настенные росписи в церкви Св. Георгия в Оберцелле на острове Райхенау, хотя значительная часть оригинальных работ утрачена, а оставшиеся изображения по бокам нефа пострадали от времени и реставрации. Самые большие изображения в церкви показывают чудеса Христа и выполнены в стиле, который указывает на влияние Византии и близость к манускриптам школы Райхенау, таким как мюнхенское Евангелие Оттона III, поэтому обычно датируются 980—1000 гг. Эти росписи позволяют считать монастыри Райхенау основным центром настенной живописи оттоновского периода.

## Монументальные скульптуры
Изделия оттоновской эпохи, представляющие резьбу по дереву, дошли до нашего времени в очень небольших количествах. Наиболее известным таким изделием является монументальная фигура Христа на Кресте Геро (около 965—970, Кёльнский собор). Эта датировка, встречающаяся в церковных источниках, была впоследствии подтверждена методами дендрохронологии. Золотая мадонна Эссена (около 1000 г., Эссенский собор, который раньше был аббатством) — уникальный объект, который когда-то встречался во многих крупных церквях, представляет собой небольшое скульптурное изображение Богоматери с младенцем, изготовленное из дерева и покрытое гипсокартоном, а поверх него — тонким золотым листом. Монументальная скульптура в целом оставалась редкой на севере Германии, но встречалась и в Италии — как, например, в рельефах стукко в кивории базилики Святого Амвросия (Милан), а также в Сан-Пьетро-аль-Монте, Чивате, где представлена резьба по слоновой кости того же периода, и в некоторых каменных скульптурах.

## Сохранность и историография оттоновского искусства
Среди сохранившихся артефактов оттоновского периода преобладают в основном культовые предметы, связанные с монархами или церковными деятелями того периода. На протяжении веков драгоценности и металлические изделия оттоновского периода расхищались или продавались, в связи с чем многие из них были безвозвратно утрачены и в настоящее время в некоторых местах заменены стеклянными имитациями. По сравнению с другими изделиями этой эпохи, сохранилось значительное количество панелей из слоновой кости (материал которых обычно трудно использовать повторно) для обложек книг, а некоторые панели из слоновой кости были позже использованы повторно — на оборотной стороне их вырезали новое изображение. Многие артефакты, упомянутые в письменных источниках, полностью исчезли, и у нас, вероятно, сейчас есть лишь небольшая часть реликвариев и тому подобных изделий. У ряда артефактов оттоновского периода имеются значительные дополнения или изменения, сделанные в Средние века или в более поздние периоды. Ряд рукописи оттоновского периода уцелели при крупных пожарах в библиотеках; опасности, угрожающие настенным росписям, упомянуты выше. Большинство сохранившихся артефактов оттоновского периода хранятся в церковных библиотеках и музеях, в основном в Германии.
Термин «Оттоновское искусство» в научном сообществе отсутствовал до 1890 года, лишь в следующем десятилетии появились первые серьёзные исследования этого периода. Исследования по этому направлению в течение следующих нескольких десятилетий вели немецкие искусствоведы, занимавшиеся в основном рукописями, лишь работы Адольфа Гольдшмидта были посвящены изделиям из слоновой кости и скульптуре в целом. Ряд выставок, проведенных в Германии в годы после Второй мировой войны, помог представить тему оттоновского искусства широкой публике. Так, мюнхенская выставка 1950 года Ars Sacra («сакральное искусство» на латыни) использовала этот термин для металлической церковной утвари, а также изделий из слоновой кости и эмалей, и он был повторно использован британским историком Питером Ласко в его книге для серии «Pelican History of Art». Термин «второстепенные искусства» (англ. minor arts) обычно использовавшийся историками искусства, по мнению Ласко, был неподходящим для обозначения этих артефактов, поскольку они, наряду с рукописными миниатюрами, играли важную роль в искусстве того периода. В 2003 году один историк искусства отметил, что иллюстрации рукописей оттоновского периода были областью, «которая все ещё недостаточно представлена в англоязычных исследованиях истории искусств».

### На русском языке
- А. Губер, М. Доброклонский, Л. Рейнгардт. Искусство Германии // Всеобщая история искусств в 6 томах. — Искусство, 1960. — Т. II. — С. 310—345.

### На других языках
- Alexander, Jonathan A.G., Medieval Illuminators and their Methods of Work, 1992, Yale UP, ISBN 0300056893
- Backhouse, Janet, «Reichenau Illumination: Facts and Fictions», review of Reichenau Reconsidered. A Re-Assessment of the Place of Reichenau in Ottonian Art by C. R. Dodwell; D. H. Turner, The Burlington Magazine, Vol. 109, No. 767 (Feb., 1967), pp. 98–100, JSTOR Архивная копия от 2 августа 2019 на Wayback Machine
- Beckwith, John. Early Medieval Art: Carolingian, Ottonian, Romanesque, Thames & Hudson, 1964 (rev. 1969), ISBN 050020019X
- Calkins, Robert G.; Monuments of Medieval Art, Dutton, 1979, ISBN 0525475613
- Cherry, John, Medieval Goldsmiths, The British Museum Press, 2011 (2nd edn.), ISBN 9780714128238
- Dodwell, C.R.; The Pictorial arts of the West, 800—1200, 1993, Yale UP, ISBN 0300064934
- Garrison, Eliza; Ottonian Imperial Art and Portraiture. The Artistic Patronage of Otto III and Henry II, 2012, Ashgate Publishing Limited, ISBN 9780754669685, Google books Архивная копия от 17 марта 2022 на Wayback Machine
- Henderson, George. Early Medieval, 1972, rev. 1977, Penguin
- Head, Thomas. «Art and Artifice in Ottonian Trier.» Архивная копия от 2 августа 2019 на Wayback Machine Gesta, Vol. 36, No. 1. (1997), pp 65–82.
- Hugh Honour and John Fleming, A World History of Art, 1st edn. 1982 (many later editions), Macmillan, London, page refs to 1984 Macmillan 1st edn. paperback. ISBN 0333371852
- Lasko, Peter, Ars Sacra, 800—1200, Penguin History of Art (now Yale), 1972 (nb, 1st edn.), ISBN 014056036X
- Legner, Anton (ed). Ornamenta Ecclesiae, Kunst und Künstler der Romanik.Catalogue of an exhibition in the Schnütgen Museum, Köln, 1985. 3 vols.
- Mayr-Harting, Henry, «Artists and Patrons» in The New Cambridge Medieval History: Volume 3, C.900-c.1024, eds. Timothy Reuter, Rosamond McKitterick, 1999, Cambridge University Press, ISBN 0521364477, 9780521364478
- Metz, Peter (trans. Ilse Schrier and Peter Gorge), The Golden Gospels of Echternach, 1957, Frederick A. Praeger, LOC 57-5327
- Suckale-Redlefsen, Gude, review of Mayr-Harting, Henry, Ottonian Book Illumination. An Historical Study, The Art Bulletin, Vol. 75, No. 3 (Sep., 1993), pp. 524–527, JSTOR Архивная копия от 2 августа 2019 на Wayback Machine
- Swarzenski, Hanns. Monuments of Romanesque Art; The Art of Church Treasures in North-Western Europe, Faber and Faber, 1974, ISBN 0571105882
- Williamson, Paul. An Introduction to Medieval Ivory Carvings, 1982, HMSO for V&A Museum, ISBN 0112903770